# Filip Konowal
Pour l’article ayant un titre homophone, voir Konoval.

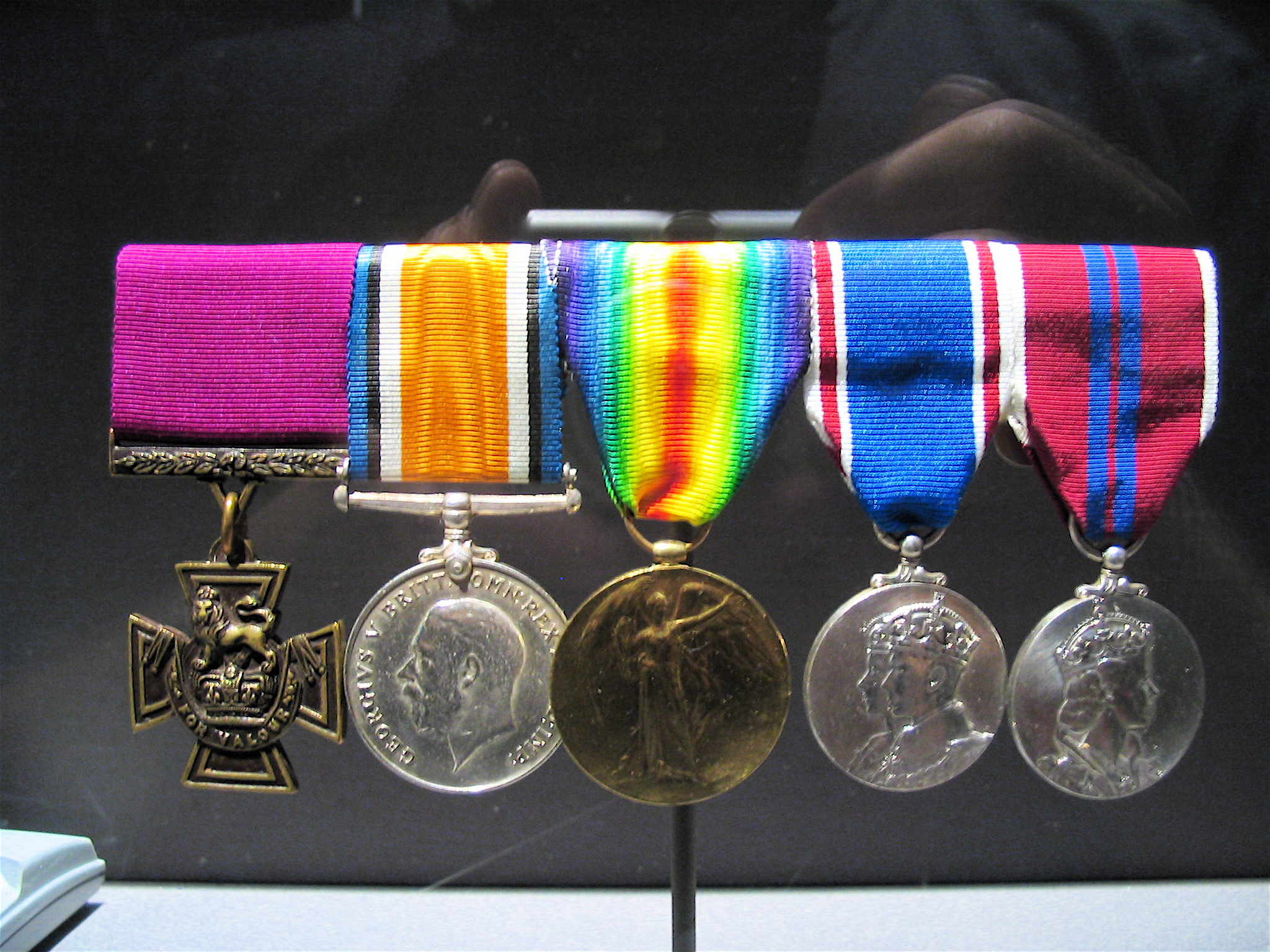
Les médailles de Filip Konowal exposée en permanence au Musée canadien de la guerre à Ottawa en Ontario

Filip Konowal (Пили́п Миронович Конова́л en ukrainien) (né le 15 septembre 1888 en Ukraine et mort le 3 juin 1959 au Canada) est un soldat canadien d'origine ukrainienne. Il est le seul Ukrainien, en fait, le seul originaire de l'Europe de l'Est, à être décoré de la croix de Victoria, la plus haute récompense des forces armées du Commonwealth. Celle-ci est remise pour un acte de bravoure face à l'ennemi. Il l'a reçue pour ses actions au cours de la Première Guerre mondiale alors qu'il servait au sein du 47th (British Columbia) Battalion, CEF du Corps expéditionnaire canadien. Il est également intronisé à la croix de Saint-Georges (en), une décoration militaire de la Russie. Il est le patron de la branche de la Légion royale canadienne no 360 nommée la « branche Konowal » située à Toronto en Ontario.

## Croix de Victoria
Filip Konowal reçut sa croix de Victoria personnellement de la part du roi George V.

## Héritage
Plusieurs plaques ont été érigées en l'honneur de Filip Konowal :
- dans le manège militaire de la place Cartier des Governor General's Foot Guards à Ottawa en Ontario
- dans l'église catholique ukrainienne Saint-Jean-le-Baptiste à Ottawa en Ontario
- dans la branche no 360 de la Légion royale canadienne, la branche Konowal, à Toronto en Ontario (à la suite de la fermeture de cette branche en 2007, la plaque a été remise à la Fédération nationale ukrainienne)
- dans le manège militaire du Royal Westminster Regiment, le régiment auquel appartenait Filip Konowal, à New Westminster en Colombie-Britannique (la plaque a été volée depuis et a été remplacée par un marqueur en pierre)
- sur un cairn dans le parc mémorial ukrainien Selo près de Dauphin au Manitoba
- à Kutkivtsi en Ukraine, le lieu de naissance de Filip Konowal (en 2001)